# Мебельная фабрика А. Ф. Крейчи
Мебельная фабрика А. Ф. Крейчи — памятник архитектуры во Владикавказе, Северная Осетия. Выявленный объект культурного наследия России. Памятник, связанный с историй развития промышленного производства в Терской области. Одно из первых промышленных предприятий Владикавказа. Расположен на улице Маркова, д. 42.
Соседствует с домом № 44, являющимся памятником архитектуры и истории Великой Отечественной войны.
В 1882 году предприниматель Антон Филиппович Крейчи открыл на углу Московской и Марьинской улиц свою первую мебельную мастерскую. В последующем он построил на Вокзальном проспекте (современная улица Маркова) в последнее десятилетие XIX века мебельную фабрику, на которой в промышленном объёме производилась резная мебель, паркет, двери и оконные рамы, которые использовались при строительстве жилых домов во Владикавказе. В этом же здании располагались контора и магазин фабрики. Фабрика была оборудована паровым котлом, двумя строгальными и токарными станками. Годовой оборот фабрики составлял около 20 тысяч рублей. В 1914 году на фабрике трудились 27 рабочих. В годы Первой мировой войны объём промышленного производства сократился до 17880 рублей, численность рабочего персонала составляла 18 человек. С 1916 года в здании размещался лазарет.
Изделия фабрики демонстрировались на Харьковской ярмарке. Некоторые образцы фабричного производства сохранились до нашего времени.
В 1919 году здание было передано ремесленному училищу (бывшее Лорис-Меликовское ремесленное училище), которое располагалось с 1868 года на Московской улице. В 1956 году ремесленное училище было преобразовано в полиграфическое училище. В настоящее время в здании находится Технический колледж полиграфии и дизайна.